# Love is Always Seventeen
Love Is Always Seventeen je šesté sólové studiové album amerického zpěváka Davida Gatese, vydané v roce 1994. Jedná se o první album po 13. letech, poslední album totiž vydal už v roce 1981.

## Seznam skladeb
1. „Avenue Of Love“
2. „Love Is Always Seventeen“
3. „Ordinary Man“
4. „I Will Wait For You“
5. „Save This Dance For Me“
6. „No Secrets In A Small Town“
7. „Heart, It’s All Over“
8. „I Don’t Want To Share Your Love“
9. „I Can’t Find The Words To Say Goodbye“
10. „Dear World“
11. „Thankin’ You Sweet Baby James“